# Franco Cortese
Franco Cortese, italijanski dirkač, * 10. februar 1903, Oggebbio Novara, Italija, † 13. november 1986, Torino, Italija.
Franco Cortese se je rodil 10. februarja 1903 v italijanskem mestu Oggebbio Novara. Dirkati je začel v sezoni 1926 v moštvu Fabbrica Auto Itala. Prvi večji uspeh je dosegel s tretjim mestom na dirki Coppa Ciano v sezoni 1928, prvo zmago pa je dosegel na dirki Targa Abruzzi v sezoni 1934 za moštvo Scuderia Ferrari. Na dirki Targa Abruzzi je zmagal še trikrat, v sezoni 1938 je zmagal na dirki Veliko nagrado Modene, v sezoni 1939 pa na dirki za Veliko nagrado Grosvenorja. Po drugi svetovni vojni je nastopal večinoma na dirkah Formule 2, nastopil pa je tudi na neprvenstveni dirki Formule 1 za Veliko nagrado Barija, kjer je s Ferrarijem zasedel peto mesto. Do leta 1958 je občasno nastopal še na dirkah športnih dirkalnikov, nato pa se je upokojil kot dirkač. Umrl je leta 1986 v Torinu.